# Hermidita
Manuel Hermida Losada, plus connu comme Hermidita, né le 9 septembre 1924 à Gondomar (Galice, Espagne) et mort le 17 septembre 2005 à Vigo, est un footballeur espagnol des années 1940 et 1950.

## Biographie
En 1944, Hermedita (diminutif servant à le distinguer de ses oncles Pepe Hermida et Ángel Hermida également footballeurs) débute à l'âge de 19 ans avec le Celta de Vigo, club où il joue pendant 12 ans. Avec le Celta, il joue un total de 170 matchs et marque 113 buts. Ceci fait d'Hermedita le meilleur buteur de l'histoire du club galicien.
Avec 107 buts en première division, il fait partie des 100 meilleurs buteurs de l'histoire du championnat d'Espagne.
En 1956, il quitte le Celta pour jouer au Cordoue CF où après deux saisons il met un terme à sa carrière.